# Callum Hudson-Odoi
Callum Hudson-Odoi, né le 7 novembre 2000 à Wandsworth, est un footballeur international anglais, qui évolue au poste d'attaquant à Nottingham Forest.

## Biographie

### Chelsea FC
Formé au Chelsea FC, Callum Hudson-Odoi participe à sa première rencontre au niveau professionnel en entrant en cours de jeu face à Newcastle United en Coupe d'Angleterre (victoire 3-0) le 28 janvier 2018, il est alors âgé de dix-sept ans. Trois jours plus tard, il prend part à son premier match de Premier League contre Bournemouth.
Le 29 novembre 2018, Hudson-Odoi inscrit son premier but avec Chelsea à l'occasion d'un match de Ligue Europa contre le PAOK Salonique (4-0).

### Bayer Leverkusen
En 2022, il est prêté au Bayer Leverkusen par Chelsea.
Il fait ses débuts avec le Bayer,  le 3 septembre 2022 en championnat contre le SC Fribourg, il se met en évidence dés ce match en délivrant une passe décisive pour Patrik Schick malgré la défaite de son équipe (2-3).

### Nottingham Forest
Le 1er septembre 2023, il rejoint le club anglais de Nottingham Forest pour 9,3 millions d'euros et y signe un contrat de 3 ans.

### En équipe nationale
Callum Hudson-Odoi participe au championnat d'Europe des moins de 17 ans en 2017 avec l'équipe d'Angleterre. Il inscrit trois buts et délivre deux passes décisives lors de cette compétition.
Il dispute quelques mois plus tard la Coupe du monde des moins de 17 ans, durant laquelle il marque un but contre le Chili en phase de groupes puis délivre deux passes décisives lors de la finale remportée face aux Espagnols.
Le 18 mars 2019, Hudson-Odoi est sélectionné pour la première fois en équipe d'Angleterre par Gareth Southgate pour les deux premiers matchs des éliminatoires de l'Euro 2020 contre la Tchéquie et le Monténégro.
Quatre jours plus tard, il honore sa première sélection avec les Three Lions en entrant en fin de match contre la Tchéquie (victoire 5-0). Âgé de 18 ans et 135 jours, il devient alors le plus jeune joueur à faire ses débuts avec l'équipe d'Angleterre dans un match de compétition.

### Vie privée
Le 13 mars 2020, Chelsea confirme que Hudson-Odoi a contracté le Covid-19 et précise que le joueur se porte néanmoins bien.
En mai 2020, Hudson-Odoi est accusé de viol par une femme. Appréhendé par la police et mis en garde à vue, il est relâché sous caution en attente de son jugement en juin. Le joueur était déjà en infraction puisqu'il a fait chercher la plaignante en voiture, en pleine période de distanciation sociale due au Covid-19.

## Statistiques
| Saison                | Club                    | Championnat           | Championnat | Championnat | Championnat | Coupe nationale | Coupe nationale | Coupe nationale | Coupe de la Ligue | Coupe de la Ligue | Coupe de la Ligue | Supercoupe | Supercoupe | Supercoupe | Compétition(s) continentale(s) | Compétition(s) continentale(s) | Compétition(s) continentale(s) | Compétition(s) continentale(s) | Supercoupe UEFA | Supercoupe UEFA | Supercoupe UEFA | Coupe du monde des clubs | Coupe du monde des clubs | Coupe du monde des clubs | Angleterre | Angleterre | Angleterre | Total | Total | Total |
| Saison                | Club                    | Division              | M.          | B.          | P.d.        | M.              | B.              | P.d.            | M.                | B.                | P.d.              | M.         | B.         | P.d.       | Comp.                          | M.                             | B.                             | P.d.                           | M.              | B.              | P.d.            | M.                       | B.                       | P.d.                     | M.         | B.         | P.d.       | M.    | B.    | P.d.  |
| 2017-2018             | Chelsea FC              | Premier League        | 2           | 0           | 0           | 2               | 0               | 0               | 0                 | 0                 | 0                 | 0          | 0          | 0          | C1                             | 0                              | 0                              | 0                              | -               | -               | -               | -                        | -                        | -                        | -          | -          | -          | 4     | 0     | 0     |
| 2018-2019             | Chelsea FC              | Premier League        | 10          | 0           | 1           | 2               | 1               | 2               | 2                 | 0                 | 0                 | 1          | 0          | 0          | C3                             | 9                              | 4                              | 2                              | -               | -               | -               | -                        | -                        | -                        | 2          | 0          | 1          | 26    | 5     | 6     |
| 2019-2020             | Chelsea FC              | Premier League        | 22          | 1           | 5           | 4               | 1               | 0               | 2                 | 1                 | 0                 | -          | -          | -          | C1                             | 5                              | 0                              | 1                              | 0               | 0               | 0               | -                        | -                        | -                        | 1          | 0          | 0          | 34    | 3     | 6     |
| 2020-2021             | Chelsea FC              | Premier League        | 23          | 2           | 3           | 3               | 1               | 2               | 2                 | 0                 | 0                 | -          | -          | -          | C1                             | 7                              | 2                              | 0                              | -               | -               | -               | -                        | -                        | -                        | 0          | 0          | 0          | 35    | 5     | 5     |
| 2021-2022             | Chelsea FC              | Premier League        | 15          | 1           | 2           | 3               | 1               | 0               | 3                 | 0                 | 0                 | -          | -          | -          | C1                             | 5                              | 1                              | 2                              | 1               | 0               | 0               | 1                        | 0                        | 1                        | -          | -          | -          | 28    | 3     | 5     |
| Sous-total            | Sous-total              | Sous-total            | 72          | 4           | 11          | 14              | 4               | 4               | 9                 | 1                 | 0                 | 1          | 0          | 0          | -                              | 26                             | 7                              | 5                              | 1               | 0               | 0               | 1                        | 0                        | 1                        | 3          | 0          | 1          | 127   | 16    | 22    |
| 2022-2023             | Bayer Leverkusen (prêt) | Bundesliga            | 14          | 0           | 1           | -               | -               | -               | -                 | -                 | -                 | -          | -          | -          | C1+C3                          | 6+1                            | 1+0                            | 0+0                            | -               | -               | -               | -                        | -                        | -                        | -          | -          | -          | 21    | 1     | 1     |
| Sous-total            | Sous-total              | Sous-total            | 14          | 0           | 1           | 0               | 0               | 0               | 0                 | 0                 | 0                 | 0          | 0          | 0          | -                              | 7                              | 1                              | 0                              | 0               | 0               | 0               | 0                        | 0                        | 0                        | 0          | 0          | 0          | 21    | 1     | 1     |
| 2023-2024             | Nottingham Forest       | Premier League        | 29          | 8           | 1           | 5               | 0               | 1               | -                 | -                 | -                 | -          | -          | -          | -                              | -                              | -                              | -                              | -               | -               | -               | -                        | -                        | -                        | -          | -          | -          | 34    | 8     | 2     |
| 2024-2025             | Nottingham Forest       | Premier League        | 31          | 5           | 2           | 4               | 0               | 0               | 1                 | 0                 | 0                 | -          | -          | -          | -                              | -                              | -                              | -                              | -               | -               | -               | -                        | -                        | -                        | -          | -          | -          | 36    | 5     | 2     |
| 2025-2026             | Nottingham Forest       | Premier League        | 1           | 0           | 0           | 0               | 0               | 0               | 0                 | 0                 | 0                 | -          | -          | -          | C3                             | -                              | -                              | -                              | -               | -               | -               | -                        | -                        | -                        | -          | -          | -          | 1     | 0     | 0     |
| Sous-total            | Sous-total              | Sous-total            | 61          | 13          | 3           | 9               | 0               | 1               | 1                 | 0                 | 0                 | 0          | 0          | 0          | -                              | 0                              | 0                              | 0                              | 0               | 0               | 0               | 0                        | 0                        | 0                        | 0          | 0          | 0          | 71    | 13    | 4     |
| Total sur la carrière | Total sur la carrière   | Total sur la carrière | 147         | 17          | 15          | 23              | 4               | 5               | 9                 | 1                 | 0                 | 1          | 0          | 0          | -                              | 33                             | 8                              | 5                              | 1               | 0               | 0               | 1                        | 0                        | 1                        | 3          | 0          | 1          | 218   | 30    | 27    |

## Palmarès

### En club
- Chelsea FC
  - Vainqueur de la Ligue Europa en 2019.
  - Vainqueur de la Ligue des Champions en 2021.
  - Vainqueur de la Supercoupe de l'UEFA en 2021.
  - Vainqueur de la Coupe du monde des clubs de la FIFA en 2021
  - Finaliste de la Coupe de la Ligue anglaise en 2019 et 2022.
  - Finaliste de la Coupe d'Angleterre en 2020,2021 et 2022.

### En sélection nationale
- Vainqueur de la Coupe du monde des moins de 17 ans en 2017.
- Finaliste du Championnat d'Europe des moins de 17 ans en 2017.